# Acrocephalus astrolabii
El carricero de astrolabio (Acrocephalus astrolabii) es una especie extinta de ave paseriforme de la familia Acrocephalidae endémica de la Micronesia. Se conoce solo por un espécimen recolectado en 1838 o 1839 y no ha vuelto a registrarse desde entonces, por lo que se cree extinto desde mediados del siglo XIX. Se desconoce con seguridad su procedencia, y se duda entre Yap o Mangareva. Originalmente se consideró una subespecie del carricero ruiseñor, pero en la actualidad se considera una especie separada.